# Thomas Uwer
Thomas Uwer (* 1970) ist ein deutscher Jurist und Journalist. Er ist Vorstandsmitglied der im Irak tätigen NGO Wadi e.V. sowie Autor von Zeitschriften- und Buchbeiträgen vor allem zu Themen des Nahen Ostens. Hauptberuflich arbeitet er im Organisationsbüro der Strafverteidigervereinigungen.